# Norbert Gescher

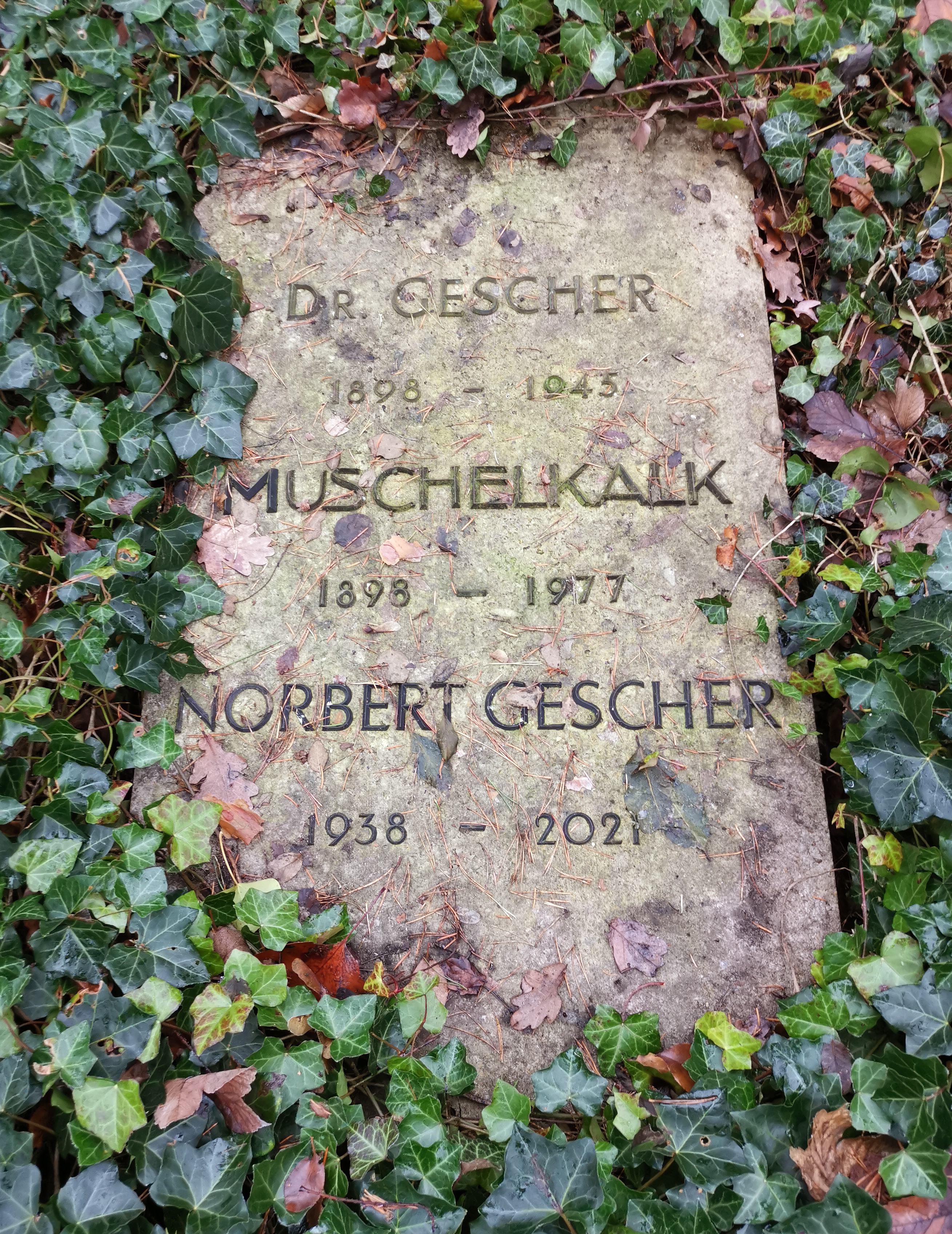
Grab auf dem Friedhof Heerstraße in Berlin-Westend (Abt. II W)

Norbert Gescher (* 14. Dezember 1938 in Berlin; † 30. April 2021 ebenda) war ein deutscher Schauspieler, Rezitator und Synchronsprecher.

## Bühne, Film und Fernsehen
Der Sohn der Ringelnatz-Witwe „Muschelkalk“ Leonharda Gescher und des Augenarztes und Ringelnatz-Freundes Julius Gescher absolvierte zunächst eine klassische Schauspielausbildung und arbeitete als Theaterschauspieler an zahlreichen Bühnen, u. a. in Berlin.
Zu seinen raren Auftritten als Darsteller in Film und Fernsehen zählten die Familienserie Peter ist der Boss (mit Joachim Nottke und Edeltraut Elsner) und der Pilotfilm zur RTL-Actionserie Alarm für Cobra 11 – Die Autobahnpolizei.

## Hörspiel und Synchronisation
Einem breiten Publikum ist Norbert Gescher vor allem durch seine einprägsame Stimme bekannt. Er wirkte bei zahlreichen Hörspiel- und Rundfunkproduktionen mit wie Jan Tenner, Professor van Dusen und Benjamin Blümchen. 2008 sprach er in dem Lady Bedfort-Hörspiel Lady Bedfort und das Vermächtnis des Eisanglers den Charakter Mr. West.
Ab 1967 arbeitete er zudem umfangreich als Synchronsprecher und lieh in über 700 Film- und Fernsehproduktionen seine Stimme international bekannten Schauspielkollegen; unter anderem in über 30 Rollen Beau Bridges, zum Beispiel in die Die fabelhaften Baker Boys sowie in den Fernsehserien The Agency – Im Fadenkreuz der C.I.A., Stargate – Kommando SG-1 und My Name Is Earl; des Weiteren Richard Dreyfuss in über 30 Rollen, darunter etwa in Unheimliche Begegnung der dritten Art, Die Nacht hat viele Augen und Stand by Me – Das Geheimnis eines Sommers. Ferner synchronisierte er häufig den Komiker Steve Martin, zum Beispiel in Housesitter – Lügen haben schöne Beine oder Der kleine Horrorladen, sowie den Schauspieler Charles Dance, unter anderem in Last Action Hero. Im Animationsbereich war er unter anderem in verschiedenen Disney-Produktionen als Erzähler tätig (am häufigsten in Goofy-Cartoons) und sprach Cruella de Vils Handlanger Jasper im Serienableger zum Film 101 Dalmatiner. In der 1990er-Neuauflage der Pink Panther-Zeichentrickserie sprach er den titelgebenden Charakter, die Gert Günther Hoffmanns Stimme aus der Originalserie recht ähnlich klingt. In Sonic Underground war er als Kopfgeldjäger Sleet und in Action Man (2000) als Dr. X zu hören. 2010 bzw. nach einem letzten Podcast-Interview zu Raumschiff Eberswalde im Frühjahr 2011 beendete Gescher seine Tätigkeit als Schauspieler und Synchronsprecher und starb am 30. April 2021 im Alter von 82 Jahren, er wurde zuletzt im Pflegeheim „Residenz Dahlem“ in Berlin betreut.

## Gescher und Ringelnatz
Über seine Mutter kam Norbert Gescher früh mit dem literarischen Werk ihres ersten Ehemannes, des Dichters Joachim Ringelnatz, in Berührung und verwaltete dessen literarisches Erbe bis zu seinem Tod. Aus den bildkünstlerischen Werken von Ringelnatz, der seit den 1920er Jahren als Kunstmaler eine große Anzahl von Ölgemälden, Aquarellen und Zeichnungen schuf, trug er eine Sammlung zusammen.
Diese Sammlung und das Archivmaterial zu dem Dichter und Maler Joachim Ringelnatz ließ Norbert Gescher im Jahre 2019 dem Joachim-Ringelnatz-Museum Cuxhaven als Schenkung übergeben.
Zudem veröffentlichte Gescher unter dem Titel Es wippt eine Lampe durch die Nacht einen Auswahlband mit Zeichnungen und Gedichten von Ringelnatz.

## Synchronrollen (Auswahl)
Silas Carson
- 1999: als Ki–Adi–Mundi in Star Wars: Episode I – Die dunkle Bedrohung
- 2002: als Ki–Adi–Mundi in Star Wars: Episode II – Angriff der Klonkrieger
- 2005: als Ki–Adi–Mundi in Star Wars: Episode III – Die Rache der Sith

Jeff Goldblum
- 1985: als Calvin „Slick“ Stanhope in Silverado
- 1985: als Ed Okin in Kopfüber in die Nacht

Chevy Chase
- 1985: als Emmett Fitz–Hume in Spione wie wir
- 1990: als Carlo Christopher in L.A. Story

J. K. Simmons
- 2005: als Dr. Clarence Weaver in Numbers – Die Logik des Verbrechens (Fernsehserie)
- 2007: als Candidate Wells in Postal

Leonard Nimoy
- 2009: als alter Spock in Star Trek
- 2009–2012: als Dr. William Bell in Fringe – Grenzfälle des FBI (Fernsehserie)

### Filme
- 1975: Michael Palin als Sir Galahad in Die Ritter der Kokosnuß
- 1975: Richard Dreyfuss als Matt Hooper in Der weiße Hai
- 1976: Albert Brooks als Tom in Taxi Driver
- 1976: Harvey Keitel als Ken Hood in Willkommen in Los Angeles
- 1976: Horst Buchholz als Dr. Jorge Müller in Mörderbienen greifen an
- 1977: Richard Chamberlain als David Burton in Die letzte Flut
- 1978: John Hurt als Hazel in Watership Down
- 1980: Ken Colley als Admiral Piett in Das Imperium schlägt zurück
- 1984: William Atherton als Walter Peck in Ghostbusters – Die Geisterjäger
- 1985: Jim Broadbent als Dr. Jaffe in Brazil
- 1986: James Belushi als Kundendienst / Taxifahrer / Polizist in Jumpin’ Jack Flash
- 1989: Robert Wagner als Alfred Bennett in In 80 Tagen um die Welt
- 1992: Christopher Walken als Max Shreck in Batmans Rückkehr
- 1995: Pete Postlethwaite als Gilbert in Dragonheart
- 1996: James Mason als Norman Maine (Ausschnitt aus Ein neuer Stern am Himmel) in Twister
- 1998: Howard Attfield als Jeweller in Auf immer und ewig
- 1998: Jeffrey Tambor als Sully in Verrückt nach Mary
- 1998: Timothy Kightley als Edward Pope in Shakespeare in Love
- 1999: Henry Goodman als Ritz Concierge in Notting Hill
- 1999: René Auberjonois als Prof. Artemus Bradford in Inspektor Gadget
- 2000: Neil Crone als Gordon in Thomas, die fantastische Lokomotive
- 2002: Christopher Gaze als König Wilhelm in Barbie als Rapunzel
- 2002: als Cappy in Inspector Gadgets letzter Fall
- 2004: Stephen Tobolowsky als Happy Chapman in Garfield – Der Film
- 2008: Niall Buggy als Pater Alex in Mamma Mia!
- 2009: Erick Avari als Vijay in Der Kaufhaus Cop

### Serien
- 1988–1993: James Best als Sheriff Rosco P. Coltrane in Ein Duke kommt selten allein
- 1990: als Erzähler in Es war einmal… das Leben
- 1994–2003: Mitch Pileggi als Walter Skinner (1. Stimme) in Akte X – Die unheimlichen Fälle des FBI
- 1997: Bruce Boa als Harry Hamilton in Fawlty Towers (Sat.1-Synchronfassung)
- 1998: Frank Welker als Ulrich Duckert in DuckTales – Neues aus Entenhausen
- 1999: Michael McKean als Jasper in 101 Dalmatiner
- 2001: Maurice LaMarche als Sleet in Sonic Underground
- 2001: Campbell Lane als Dr. X in Action Man
- 2002: Mr. Lawrence als Postbote in SpongeBob Schwammkopf
- 2005: Daran Norris als Ki-Adi-Mundi in Star Wars: Clone Wars
- 2006: Christopher Ryan als Professor Percy in SpongeBob Schwammkopf
- 2007: Richard Penn als Dr. Gainsburg in Desperate Housewives
- 2008: Tim Brock als Medizinischer Droide in Star Wars: The Clone Wars
- 2008–2012: Brian George als Ki-Adi-Mundi in Star Wars: The Clone Wars
- 2009: Jude Ciccolella als Howard Scuderi in Prison Break

## Filmografie (Auswahl)
- 1973: Peter ist der Boss (Folge 1: Ferien in Balkonien)
- 1996: Alarm für Cobra 11 – Die Autobahnpolizei: Bomben bei Kilometer 92

## Hörspiele (Auswahl)
- 1964–1987: Diverse Autoren: Damals war's – Geschichten aus dem alten Berlin (Geschichten Nr. 8, 11, 14, 17, 19, 24, 27, 32, 35, 40 mit insgesamt 112 Folgen) – Regie: Ivo Veit u. a. (40 Geschichten in 426 Folgen) (RIAS Berlin)[5]
- 1969: Louis C. Thomas: Falsche Fährte (Didier) – Regie: Erich Köhler (SFB)
- 1973: E. T. A. Hoffmann: Klein Zaches genannt Zinnober (Studiosus Fabian) – Regie: Siegfried Niemann (SFB)
- 1991: Klaus Kordon: Maltes Großvater lebt am Meer (3. Teil: Nettis Trick) (Kleiner Mann) – Regie: Uli Herzog (SFB)